# Fuga da Seattle
Fuga da Seattle (Highway) è un film del 2002 diretto da James Cox.

## Trama
Jack viene trovato a letto con la moglie di un noto malavitoso di Las Vegas, Burt Miranda, che sguinzaglia i suoi scagnozzi affinché rompano i piedi al ragazzo. Jack convince l'amico d'infanzia Pilot a fuggire e si dirigono insieme verso Seattle. Diversi gli incontri che li attendono per il tragitto, tra i quali quello con Cassie, una ragazza che salvano da un molestatore nel parcheggio di una tavola calda, con il ragazzo coccodrillo alias 'The Boy' e molti altri. Nel film i due ragazzi, nei giorni successivi alla morte di Kurt Cobain, si imbattono in un corteo in sua memoria.

## Curiosità
Nel film Jake Gyllenhaal è doppiato prevalentemente da Simone Crisari; tuttavia in quattro occasioni (per la precisione fino al minuto 15, dal 37 al 40, dal 67 al 68 e dal 78 al 79) è inspiegabilmente doppiato da Stefano De Filippis.